# Hans Großauer
Hans Großauer (eigentlich Johann Großauer, * 15. Mai 1893 in Kindberg, Steiermark; † 4. Dezember 1967 in Klagenfurt am Wörthersee, Kärnten) war ein österreichischer Politiker (Christlichsoziale Partei, Vaterländische Front, Österreichische Volkspartei).

## Leben
Der Industriearbeitersohn Hans Großauer genoss zunächst nur eine einfache Bildung und erlernte nach Besuch der Volks- und Berufsschule den Beruf des Hammer- und Werkzeugschmieds. 1914 wurde er in Kriegsdienst eingezogen und geriet in Kriegsgefangenschaft. Erst 1920 kehrte er zurück und konnte infolge einer Kriegsverletzung seinen erlernten Beruf nicht mehr ausüben.  Er ließ sich für den Kanzleidienst umschulen, wurde Angestellter bei der Krankenkasse der Landwirte und im weiteren Verlauf Beamter beim Land Kärnten, wo er von 1922 bis 1938 als Angestellter der Sozialversicherung tätig war.
Seine politische Karriere begann 1923, als er als christlichsoziales Mitglied in den Kärntner Landtag einzog. Er war es zunächst bis 1927. Nach dreijähriger Unterbrechung erfolgte im Jahr 1930 seine erneute Vereidigung als Landtagsabgeordneter. Im März 1934, noch kurz vor seinem erneuten Ausscheiden, wurde Großauer zum zweiten Landtagspräsidenten gewählt.
Im August 1934 ging Großauer nach Wien, wo er im Kabinett von Bundeskanzler Engelbert Dollfuß als Staatssekretär unter Minister Odo Neustädter-Stürmer im Bundesministerium für soziale Verwaltung angelobt wurde. Er war es bis Oktober 1935. In der Zeit des Austrofaschismus von 1934 bis 1938 war Großauer ab Dezember 1935 Mitglied sowohl im Staatsrat wie auch Bundestag. 1936 gehörte er dem kurzlebigen Führerrat der Vaterländischen Front an. Nach dem „Anschluss“ Österreichs 1938 musste Großauer mehrmals politische Freiheitsstrafen verbüßen. 1941 wurde er als Buchhalter dienstverpflichtet.
Nach dem Krieg zählte Hans Großauer zu einem der Gründungsmitglieder der Österreichischen Volkspartei (ÖVP) wie auch des Österreichischen Arbeitnehmerinnen- und Arbeitnehmerbundes (ÖAAB) in Kärnten, dessen Führung er bis 1952 innehatte.
Im Dezember 1945 wurde er als ÖVP-Mitglied des Bundesrats vereidigt. Der zweiten österreichischen Parlamentskammer gehörte er acht Jahre lang, bis März 1953, an. In der zweiten Jahreshälfte 1948 fungierte Großauer als zweiter Präsident des Bundesrats.